# (10179) Ishigaki
(10179) Ishigaki (1996 DE) – planetoida z pasa głównego asteroid okrążająca Słońce w ciągu 4,22 lat w średniej odległości 2,61 j.a. Odkryta 18 lutego 1996 roku.